# Luis Ruiz de Velasco
Luis Ruiz de Velasco y Tafolla fue un contador público, escritor y empresario mexicano. Nació en Jojutla, Morelos en 1909 murió en 2003 en la Ciudad de México, DF. Descendía de una influyente familia de agricultores y terratenientes del estado de Morelos, entre los cuales destacó su tío Ángel Ruiz de Velasco, Inició su carrera profesional en el despacho Price Waterhouse y en 1942 formó con Alejandro Prieto el despacho Prieto, Ruiz de Velasco y Compañía, S.C.
Escribió varios libros de contabilidad entre ellos Auditoría Práctica que desde su primera edición ha sido utilizado por varias generaciones de contadores públicos de México y de otros países de Latinoamérica.
Sobre otros temas, escribió libros sobre historia de México (Fuego a la Mecha, 3 del siglo XIX, Malinche el Teutle (sobre Hernán Cortés)) y algunas novelas como "Ni se muere la abuela, ni nos vamos a dormir" (1998).
Era primo de Pedro Tomas Ruiz de Velasco quien en 1986 donó al pueblo de México el original del acta de independencia de México.
En 2002, fue premiado por la Cámara de Comercio de la Ciudad de México por su trayectoria profesional y en el mundo de los negocios, premio que recibió de manos del Presidente Vicente Fox.
Tuvo nueve hijos e hijas entre ellos Margarita y Laura Ruiz de Velasco Padierna, ganadoras del Premio Juan Rulfo 2006 por la novela "Calladita te Ves Más Bonita", Juan Ruiz de Velasco Padierna, Ingeniero Químico fundador de Coquisa, S.A. de C.V. y Luis Marcos Ruiz de Velasco y Padierna, connotado abogado y socio de la firma Baker and Mckenzie.